# Oglianico
Oglianico – miejscowość i gmina we Włoszech, w regionie Piemont, w prowincji Turyn.
Według danych na rok 2004 gminę zamieszkiwało 1291 osób, 215,2 os./km².